# Microgaster noxia
Microgaster noxia är en stekelart som beskrevs av Papp 1976. Microgaster noxia ingår i släktet Microgaster och familjen bracksteklar. Inga underarter finns listade i Catalogue of Life.